# Mare de la Font (Solsona)
La Mare de la Font és una font de broc obrada en pedra del municipi de Solsona, a la comarca catalana del Solsonès.
Es troba al parc de la Mare de la Font
Antigament era coneguda amb el nom de font de Miravella per trobar-se sota mateix de la masia d'aquest nom, però davant les dificultats de proveïment d'aigua que patia Solsona, a principis del segle XV el Cosell de la ciutat va acordar fer arribar a Solsona l'aigua d'aquesta font. En un document datat l'any 1420 hi consta el contracte signat pel Consell amb Pere Puigredom, de Cervera, i Joan Ferrer, de Montblanc, per a construir els canons de la conducció que havien de tenir un pam d'amplada i dos de llargada. Aquest contracte incloïa, així mateix, la construcció d'un aqüeducte sobre la riera d'Olmeda (encara subsistent) i dels tres dipòsits de tres fonts a bastir dins del recinte de la ciutat: la font Major (actualment coneguda com la Font de la plaça de Sant Joan), la font de l'Església (actualment la font de la plaça de la Catedral) i la font del Castell (font de la plaça Sant Isidre).
La primera de les tres que es va construir va ser la font Major i la consciència dels solsonins de l'època que l'aigua que en brollava provenia de la font de Miravella devia comportar que aquesta font passés a denominar-se amb el topònim actual. El primer document trobat fins ara en què figura aquesta nova denominació data de l'any 1557
Actualment entre la rampa i les escales que donen accés a la plaça on hi ha la font autèntica, hi ha una segona font. És una font canalitzada; l'aigua que hi brolla prové de la primera font. Sovint, però, aquesta font no raja i l'aigua de la primera font es canalitza cap a una font de sortidor situada al mig d'un petit estany amb peixos que es troba davant d'aquesta segona font.